# Gruppo Bénéteau
Il Groupe Bénéteau è un gruppo industriale francese. Ha origine dai Chantier Bénéteau, le cui attività sono andate oltre la nautica diventando un gruppo industriale attivo in diversi settori.

## Filiali

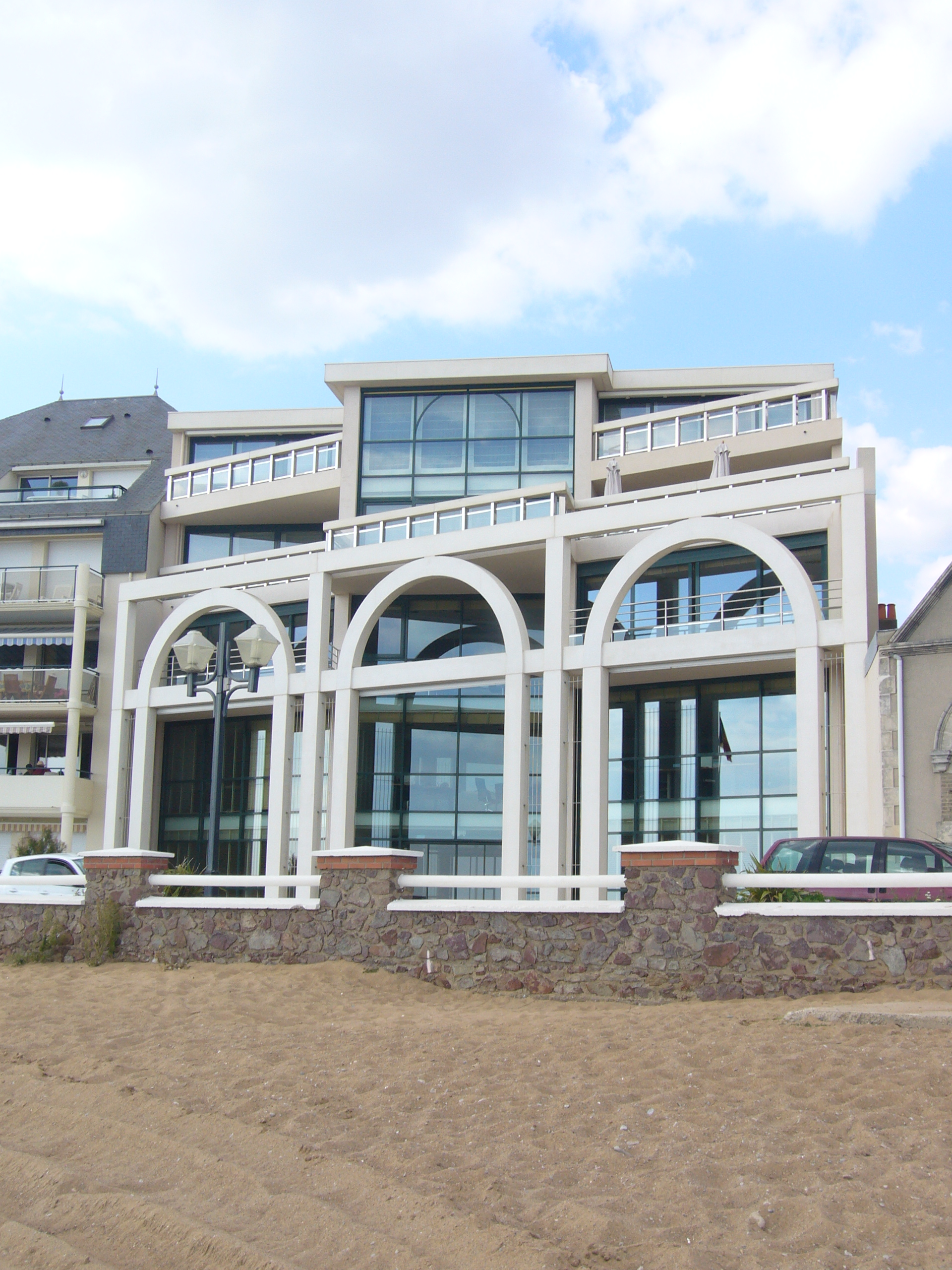
Sede del Gruppo Bénéteau a Saint-Gilles-Croix-de-Vie, settembre 2007.

Al 28 febbraio 2009, il gruppo francese conta:
- BH SAS, case in legno
- Bordeaux Loisirs, commercio d'auto e veicoli leggeri
- European Yacht Brokerage (EYB),vendita di imbarcazioni usate
- Financière Mercure, holding
- GBI Holding, (Milano)
- Idéale Résidence Mobile (IRM), costruttore di mobile-homes
- JJ Transport, Trasporto di mobile-homes
- Monte Carlo Yachts (MCY), cantiere nautico di lusso con sede a Monfalcone
- O'Hara, costruttore di casemobili
  - O'Hara Vacances, agenzie di viaggio
- SGB Finance, credito
- SGB Nautlius
- SPBI, imbarcazioni da diporto:
  - Chantier Bénéteau, leader mondiale per le barche a vela
    - Bénéteau Inc Holding (Charleston, USA)
    - Bénéteau Inc Holding (Marion, USA)
    - Bénéteau U. K. (Southampton, Regno Unito)
    - Bénéteau España (Barcellona, Spagna)
    - Bénéteau Italia (Parma, Italia)

  - Bénéteau pêche (Chantiers Gendron), cantiere navale specializzato nelle imbarcazioni per la pesca professionale
  - Ostroda Yacht (Ostróda, Polonia)
  - Chantier Jeanneau
    - Jeanneau America Inc (Annapolis, USA)
    - Jeanneau Espana (Madrid, Spagna)
    - Jeanneau Italia (Roma, Italia)
- Construction Navale Bordeaux (CNB), Cantiere navale costruttore di yacht e super-yacht in alluminio, poliestere o compositi high tech
  - Lagoon, costruttore di catamarani e barche a vela (filiale della CNB)[2].

### Filiali del passato
- Microcar: costruttore di Microcar, filiale dal 1990 al 2008.
- Wauquiez: costruttore di barche a vela, filiale dal 1997 al 2008.